# Église Saint-Clément de Saint-Clément (Cantal)
Pour les articles homonymes, voir église Saint-Clément.
L'église Saint-Clément est une église située en France sur la commune de Saint-Clément (Cantal), en région Auvergne-Rhône-Alpes.

## Historique
L’église présente une nef et un chœur issus de campagnes distinctes. À une nef antérieure, dont subsiste le mur ouest, succède une transformation au XIIe ou XIIIe siècle avec l’ajout d’un chœur à deux travées et d’un clocher-peigne. Au XIVe siècle, la nef est voûtée et un portail sud est ajouté. Par la suite, quatre chapelles sont construites : deux à usage seigneurial, deux pour le culte.

### Protection
L'église est inscrite au titre des monuments historiques par arrêté du 11 juin 1990.

## Description
L’église se compose d’une nef et d’un chœur distincts, le tout complété par un clocher-peigne, un portail sud et quatre chapelles latérales d’époques et de fonctions variées.